# Chechenia Warrior 2
Chechenia Warrior 2 (russisch Война Woina) ist ein russischer Kriegsfilm von Alexei Oktjabrinowitsch Balabanow aus dem Jahr 2002 über den Zweiten Tschetschenienkrieg mit Alexei Alexandrowitsch Tschadow und Ian Kelly in den Hauptrollen.

## Handlung
Der ehemaligen Wehrpflichtige Iwan Jermakow, der in einem Untersuchungsgefängnis sitzt, wird von einer Journalisten interviewt. Als er beginnt, seine Geschichte zu erzählen, springt der Film nach Tschetschenien, in den Sommer 2001, während des zweiten Tschetschenienkrieges. Iwan wird von dem tschetschenischen Warlord Aslan Gugajew gefangen gehalten und dient ihm als Haussklave und Kommunikationsspezialist, da Ivan eine Computerschule besucht hat und Englisch spricht. Eines Tages nimmt Aslan zwei Schauspieler aus England gefangen, John Boyle und seine Verlobte Margaret Michaelsen. Nach einiger Zeit werden Iwan und die Schauspieler in ein anderes Dorf gebracht und in ein Verlies gesperrt, wo sie auf Hauptmann Medwedjew treffen, der durch eine Granatsplitterwunde an der Wirbelsäule gelähmt ist.
Aslan lässt John frei, um 2 Millionen Pfund Lösegeld für Margaret zu kassieren. Er lässt auch Iwan frei, da niemand bereit ist, das Lösegeld für ihn zu bezahlen. Als Iwan geht, warnt Aslan ihn, nicht zurückzukommen.
Johns Bemühungen, das Geld aufzutreiben, bleiben erfolglos, aber ein englischer Fernsehsender bietet ihm 200.000 Pfund für detaillierte Videoaufnahmen der Operation. In Moskau stößt John bei den Militärs auf völliges Desinteresse und beschließt, Iwan zu bitten, ihm bei der Befreiung von Margaret zu helfen.
Iwans Leben in seiner Heimatstadt Tobolsk läuft nicht gut. Er kann sich nicht an das friedliche Leben gewöhnen und findet keine Arbeit. Er war schon einmal in St. Petersburg, um die Familie von Kapitän Medwedjew zu besuchen, den niemand retten will. Als John nach Tobolsk kommt, willigt Iwan ein, für eine Belohnung nach Tschetschenien zu gehen.
Über Moskau und Wladikawkas dringen Iwan und John heimlich nach Tschetschenien ein und kapern unterwegs einen Geländewagen mit einer großen Menge Waffen im Kofferraum. Unterwegs entführen sie den Einheimischen Ruslan Schamajew und Iwan findet seinen Weg zu Gugajews Dorf. Nachdem Iwan, John und Ruslan gewartet haben, bis eine große Gruppe Militanter das Dorf verlassen hat, greifen sie es an. Während Iwan und Ruslan die Wachen mit Waffen erschießen, die sie auf der Straße erbeutet haben, findet John Margaret völlig nackt in einer Grube und nimmt an, dass sie von den Militanten vergewaltigt wurde. In seiner Wut tötet John Gugaev und verkompliziert damit die Situation: Iwan braucht Gugajew lebend als Geisel.
Gugajews Kämpfer organisieren einen Beschuss des Dorfes und eine Verfolgungsjagd, doch die Gruppe entkommt auf einem provisorischen Floß und bezieht Stellung in einem alten Festungsturm. Mit einem von Aslan entwendeten Satellitentelefon organisiert Medwedew Unterstützung durch die Luftwaffe. Russische Hubschrauber treffen ein, lenken die Kämpfer ab und bringen die Gruppe zu einem Militärstützpunkt.
John gibt Iwan das verdiente Geld, von dem Iwan tausend Pfund an Ruslan weitergibt. Den Rest gibt Iwan später Hauptmann Medwedjew für eine Behandlung.
Der Film endet mit einem kurzen Kommentar von Iwan. Margaret heiratete John nicht. John, der seine Reise ständig gefilmt hatte, veröffentlichte einen Film und ein Buch mit dem Titel "Mein Leben in Russland". Nach der Veröffentlichung des Films wurde Iwan wegen Mordes an „friedlichen Bürgern der Russischen Föderation“ vor Gericht gestellt. Ruslan, der nach Moskau gezogen war, sagte gegen Iwan aus. Der einzige, der sich für Iwan einsetzte, war Hauptmann Medwedjew.

## Produktion
Der Regisseur begann mit der Arbeit an dem Drehbuch 1998, als der erste Tschetschenienkrieg bereits beendet war, und setzte die Arbeit daran nach Bruder 2 und dem Unfall am Set von The River fort, bei dem die jakutische Schauspielerin Tujara Anatoljewna Swinobojewa starb, bevor sie ihre Rolle beenden konnte.
Der Film wurde in Kabardino-Balkarien, Nordossetien, Tschetschenien, Moskau, Sankt Petersburg, Tobolsk und London gedreht.
Iwan Jermakow wurde gespielt von dem neunzehnjährigen Alexei Alexandrowitsch Tschadow, einem Jungen aus Solnzewo, der beschlossen hatte, die Vorstadt zu verlassen und eine Schauspielschule zu besuchen. Im Jahr 2009 konnte oder wollte sich Balabanow nicht mehr daran erinnern, wie er Tschadow kennengelernt hatte. „Ich habe Ingeborga für die Rolle einer Engländerin ausgewählt, weil sie Englisch konnte“, erinnert sich Balabanow. Der Film war eine ziemlich kostspielige Angelegenheit, schließlich handelte es sich um eine lange Expedition. Mit Hubschraubern, mit Kampfflugzeugen. Das muss man bezahlen, die Kampfflugzeuge fliegen nicht umsonst. Balabanow sagte „Ich konnte mir nur einen Engländer leisten“ welcher der rothaarige britische Schauspieler Ian Kelly war. Während der Dreharbeiten gab Balabanow Kelly den Spitznamen „Kapitalist“ und verschwieg ihm, dass die Gruppe auf dem Weg in ein Anti-Terror-Einsatzgebiet war, was sich erst in Chankala herausstellte.
Für die Szenen, in denen die Gefangenen in der Grube liegen, grub das Team eine echte Grube aus. Die Schauspieler lagen dort mehrere Stunden lang in ihrem Dreck, denn Balabanow wollte alles so realistisch wie möglich darstellen. Die Szene mit der Schauspielerin Ingeborga Dapkūnaitė, die nackt in einer 5 °C kalten Stromschnelle schwimmt, wurde ohne Stunt-Double gedreht.
Um den Film realistischer zu gestalten, wurden viele Tschetschenen von echten Tschetschenen und die russischen Soldaten von echten Soldaten, Hubschrauberpiloten und Geheimdienstmitarbeitern gespielt. Außerdem ist dies der erste Film über Tschetschenien, der, wenn auch nur teilweise, auf tschetschenischem Boden gedreht wurde, und zwar an einem Checkpoint am Eingang von Grosny. Der Film wurde in unmittelbarer Nähe der Kampfhandlungen gedreht, da der Zweite Tschetschenienkrieg während der Dreharbeiten in diesen Gebieten stattfand. Die Dreharbeiten fanden in ruhigen Gebieten statt und das Team wurde von SOBR-Beamten bewacht. Um die Filmausrüstung nicht zu gefährden, wurde sie von der Firma CTB für 500.000 Dollar versichert.
Während der Dreharbeiten in Kabardino-Balkarien feuerte ein für den Film eingesetzter Hubschrauber Thermoraketen ab und traf versehentlich einen alten Balkar-Friedhof, der in Brand geriet und viele Gräber zerstörte. Daraufhin brach beinahe ein ethnischer Konflikt zwischen dem Filmteam und den Anwohnern aus, doch unter den SOBR-Offizieren, die die Gruppe bewachten, befand sich ein ehemaliger tschetschenischer Hauptmann, Kjuri, dem es gelang, die aufgebrachte Menge zu stoppen. Während der Dreharbeiten wohnten alle außer Bodrow und Dapkunaite in den Häusern von Anwohnern. Balabanow wohnte im Haus einer Frau, deren Gräber aller ihrer Verwandten auf dem Friedhof zerstört worden waren.

## Veröffentlichung
Der Film wurde am 14. März 2002 in Russland uraufgeführt. In Deutschland ist der Film am 29. September 2009 auf DVD erschienen.

## Soundtrack
| Nr.          | Titel                                       | Künstler                             | Länge |
| ------------ | ------------------------------------------- | ------------------------------------ | ----- |
| 1            | Woina (Война)                               | Timur Muzurajew                      | 0:53  |
| 2            | Komandor (Командор)                         | Gruppe Tomas                         | 5:16  |
| 3            | Wolki (Волки)                               | Bi-2                                 | 5:39  |
| 4            | SOS                                         | Splin                                | 4:32  |
| 5            | Bereg (Берег)                               | Wjatscheslaw Butussow                | 4:45  |
| 6            | Ljutaja (Лютая)                             | Wolga-Wolga                          | 1:37  |
| 7            | Tschorny Woron (Чёрный ворон)               | Liwan und PECH                       | 5:55  |
| 8            | Fellini (Феллини)                           | Splin/Bi-2                           | 5:07  |
| 9            | Jeschtscho ne wetscher (Ещё не вечер)       | Bi-2                                 | 4:57  |
| 10           | Plastmassowaja Schisn (Пластмассовая Жизнь) | Splin                                | 3:32  |
| 11           | Sokol (Сокол)                               | Bi-2                                 | 7:08  |
| 12           | Cholostyje puli (Холостые пули)             | Partisan radio                       | 4:12  |
| 13           | Moja swesda (Моя звезда)                    | Wjatscheslaw Butussow und Deaduschki | 5:17  |
| 14           | Wulizja (Вулиця)                            | Okean Elzy                           | 5:29  |
| 15           | Woina (Wolki-2) (Война (Волки-2))           | Bi-2                                 | 4:34  |
| Gesamtlänge: | Gesamtlänge:                                | Gesamtlänge:                         | 68:53 |